# Rybaki (Szczuka)
Rybaki – kolonia wsi Szczuka w Polsce, położona w województwie kujawsko-pomorskim, w powiecie brodnickim, w gminie Brodnica.
W latach 1975–1998 miejscowość położona była w województwie toruńskim.